# EFLカップ2022-2023
EFLカップ2022-2023（2022–23 EFL Cup）は、2022年8月2日から2023年2月26日の期間に開催された通算63回目のEFLカップ。マンチェスター・ユナイテッドが6大会ぶり6回目の優勝を達成した。

## 日程
| 試合     | 組み合わせ抽選会 | 開催日                  | 開催日                  | 備考                                                                                         |
| 試合     | 組み合わせ抽選会 | 第1戦                   | 第2戦                   | 備考                                                                                         |
| -------- | ---------------- | ----------------------- | ----------------------- | -------------------------------------------------------------------------------------------- |
| 1回戦    | 2022年6月23日    | 2022年8月2日-8月11日    | 2022年8月2日-8月11日    | チャンピオンシップ (2部)22チーム、 リーグ1 (3部)24チーム、リーグ2 (4部)24チーム参加          |
| 2回戦    | 2022年8月10日    | 2022年8月23日・8月24日  | 2022年8月23日・8月24日  | プレミアリーグ (1部)13チーム (CL・EL・ECL不参加クラブ)、 チャンピオンシップ (2部)2チーム参加 |
| 3回戦    | 2022年11月10日   | 2022年11月8日-11月10日  | 2022年11月8日-11月10日  | プレミアリーグ (1部)7チーム参加 (CL・EL・ECL不参加クラブ)                                    |
| 4回戦    | 2022年8月25日    | 2022年12月20日-12月22日 | 2022年12月20日-12月22日 |                                                                                              |
| 準々決勝 |                  | 2023年1月9日            | 2023年1月9日            |                                                                                              |
| 準決勝   |                  | 2023年1月23日・30日     | 2023年1月23日・30日     |                                                                                              |
| 決勝     | ―                | 2023年2月26日           | 2023年2月26日           |                                                                                              |

## 1回戦
組み合わせ抽選会は2022年6月23日に行われた。このラウンドからは、チャンピオンシップ (2部)の22クラブ、リーグ1 (3部)の全24クラブ、リーグ2 (4部)の全24クラブの合計70クラブが参加する。なお、チーム名横の括弧内の数字は所属するディビジョンを表す (2回戦以降も同様)。なお、組み合わせ抽選では北部と南部の各地区に振り分けられる。

### 北セクション
| 2022年8月9日 | シュルーズベリー・タウン (3)                      | 3 - 2         | カーライル・ユナイテッド (4)      | シュルーズベリー                                                                          |  |
| 19:30 BST    | レイフィー 45+1分 · ウドゥ 75分 · ダンクリー 86分 | レポート(BBC) | エドモンドソン 13分 · デニス 81分 | 競技場: モンゴメリー・ウォーターズ・メドー 観客数: 2,269人 主審: クリストファー・ポラード |  |

| 2022年8月9日 | アクリントン・スタンリー (3)      | 2 - 2 (11 - 12 PK戦) | トレンメア・ローヴァーズ (4)           | アクリントン                                                        |  |
| 19:45 BST | アデドイン 37分 · アストリー 39分 | レポート(BBC) | ホークス 62分 · アストリー 90+3分 (OG) | 競技場: クラウン・グラウンド 観客数: 1,035人 主審: ロバート・ルイス |  |
| |                                   | PK戦 |                                        |                                                                     |  |
| マッコンヴィル ウォーリー プリチャード アストリー ペル クラーク ウッズ コイル サンガレ ロジャース イェンセン マッコンヴィル ウォーリー |                                   | ヘミングス ホークス ヒューズ ルイス ロビンソン マカリアー バーン ダクレス＝コーグリー ブリストウ ムンボンゴ ヘウェルト ヘミングス ホークス |                                        |                                                                     |  |

| 2022年8月9日                                       | ブラックプール (2) | 0 - 0 (3 - 4 PK戦)                       | バロー (4) | ブラックプール                                                              |  |
| 19:45 BST                                          |                    | レポート(BBC)                            |            | 競技場: ブルームフィールド・ロード 観客数: 4,972人 主審: ベン・スピーディー |  |
|                                                    |                    | PK戦                                     |            |                                                                             |  |
| コノリー ハズバンド ルバラ ラヴェリー フィオリーニ |                    | ルーニー ケイ ウォーターズ ブロー ニール |            |                                                                             |  |

| 2022年8月9日 | ボルトン・ワンダラーズ (3)                                                                      | 5 - 1         | サルフォード・シティ (4) | ボルトン                                                                                    |  |
| 19:45 BST    | カチュンガ 31分 · ベズヴァルソン 42分 · サドリアー 61分 · ブラッドリー 77分 · アフォラヤン 86分 | レポート(BBC) | トーマス＝アサンテ 23分  | 競技場: ユニバーシティ・オブ・ボルトン・スタジアム 観客数: 6,505人 主審: ジョン・ブルックス |  |

| 2022年8月9日 | ブラッドフォード・シティ (4) | 2 - 1         | ハル・シティ (2) | ブラッドフォード                                                        |  |
| 19:45 BST    | クック 39分, 44分            | レポート(BBC) | ルイス 24分 (OG) | 競技場: ヴァリー・パレード 観客数: 5,394人 主審: セブ・ストックブリッジ |  |

| 2022年8月9日 | ドンカスター・ローヴァーズ (4) | 0 - 3         | リンカーン・シティ (3)                            | ドンカスター                                                                    |  |
| 19:45 BST    |                                | レポート(BBC) | ケンドール 12分 · ビショップ 47分 · スカリー 61分 | 競技場: エコ＝パワー・スタジアム 観客数: 4,006人 主審: アンソニー・バックハウス |  |

| 2022年8月9日 | フリートウッド・タウン (3) | 1 - 0         | ウィガン・アスレティック (2) | フリートウッド                                                                |  |
| 19:45 BST    | ガーナー 24分              | レポート(BBC) |                              | 競技場: ハイベリー・スタジアム 観客数: 1,761人 主審: マイケル・ソールズベリー |  |

| 2022年8月9日 | グリムズビー・タウン (4)                                            | 4 - 0         | クルー・アレクサンドラ (4) | グリムズビー                                                        |  |
| 19:45 BST    | ウォーターフォール 13分 · グリーン 34分 · スミス 56分 · ワーン 86分 | レポート(BBC) |                            | 競技場: ブランデル・パーク 観客数: 2,802人 主審: アダム・ヘルツェグ |  |

| 2022年8月9日 | ハローゲート・タウン (4) | 0 - 1         | ストックポート・カウンティ (4) | ハロゲイト                                                        |  |
| 19:45 BST    |                          | レポート(BBC) | ジェニングス 53分 (pen.)       | 競技場: ウェザビー・ロード 観客数: 1,534人 主審: トーマス・カーク |  |

| 2022年8月9日 | ハダースフィールド・タウン (2) | 1 - 4         | プレストン・ノースエンド (2)                       | ハダースフィールド                                                        |  |
| 19:45 BST    | ローズ 67分                    | レポート(BBC) | パロット 6分 · マッキャン 19分, 29分 · ポッツ 51分 | 競技場: ジョン・スミスズ・スタジアム 観客数: 5,550人 主審: ロス・ジョイス |  |

| 2022年8月9日 | マンスフィールド・タウン (4) | 1 - 2         | ダービー・カウンティ (3)                     | マンスフィールド                                                              |  |
| 19:45 BST    | ホーキンス 56分              | レポート(BBC) | ヒューイット 30分 (OG) · バークハイゼン 69分 | 競技場: ワン・コール・スタジアム 観客数: 6,861人 主審: アンドリュー・キッチン |  |

| 2022年8月9日                             | モアカム (3) | 0 - 0 (5 - 3 PK戦)                              | ストーク・シティ (2) | モアカム                                                            |  |
| 19:45 BST                                |              | レポート(BBC)                                   |                      | 競技場: マズマ・スタジアム 観客数: 2,806人 主審: アンディ・ヘインズ |  |
|                                          |              | PK戦                                            |                      |                                                                     |  |
| コノリー オビカ ワッツ ラブ マクローリン |              | フォックス スモールボーン クルーカス トンプソン |                      |                                                                     |  |

| 2022年8月9日 | ロッチデール (4)                     | 2 - 0         | バートン・アルビオン (3) | ロッチデール                                                                  |  |
| 19:45 BST    | ボール 86分 (pen.) · ロドニー 90+4分 | レポート(BBC) |                          | 競技場: スポットランド・スタジアム 観客数: 1,601人 主審: スコット・オールダム |  |

| 2022年8月10日 | ブラックバーン・ローヴァーズ (2)                                  | 4 - 0         | ハートリプール・ユナイテッド (4) | ブラックバーン                                                    |  |
| 19:45 BST     | ウォートン 32分 · ダック 47分 · ドーラン 51分 · マーカンデイ 73分 | レポート(BBC) |                                  | 競技場: イーウッド・パーク 観客数: 6,844人 主審: ジェームズ・ベル |  |

| 2022年8月10日 | ミドルズブラ (2) | 0 - 1         | バーンズリー (3) | ミドルズブラ                                                          |  |
| 19:45 BST     |                  | レポート(BBC) | ベンソン 90+3分  | 競技場: リヴァーサイド・スタジアム 観客数: 9,361人 主審: ベン・トナー |  |

| 2022年8月10日 | ポート・ヴェイル (3) | 1 - 2         | ロザラム・ユナイテッド (2)       | バーズレム                                                      |  |
| 19:45 BST     | ベニング 81分        | レポート(BBC) | ラスボーン 8分 · オグベネ 45+4分 | 競技場: ヴェイル・パーク 観客数: 3,094人 主審: ボビー・マッデン |  |

| 2022年8月10日 | シェフィールド・ウェンズデイ (3) | 2 - 0         | サンダーランド (2) | シェフィールド                                                      |  |
| 19:45 BST     | アデニラン 16分 · ソウ 56分      | レポート(BBC) |                    | 競技場: ヒルズボロ・スタジアム 観客数: 8,412人 主審: トム・リーヴス |  |

| 2022年8月11日 | ウェスト・ブロムウィッチ・アルビオン (2) | 1 - 0         | シェフィールド・ユナイテッド (2) | ウェスト・ブロムウィッチ                                          |  |
| 20:00 BST     | グラント 73分                            | レポート(BBC) |                                  | 競技場: ザ・ホーソンズ 観客数: 6,747人 主審: デイヴィッド・ウェブ |  |

### 南セクション
| 2022年8月2日 | ケンブリッジ・ユナイテッド (3) | 1 - 0         | ミルウォール (2) | ケンブリッジ                                                                  |  |
| 19:45 BST    | オニール 59分                  | レポート(BBC) |                  | 競技場: アビー・スタジアム 観客数: 3,368人 主審: チャールズ・ブレークスピアー |  |

| 2022年8月9日 | AFCウィンブルドン (4) | 0 - 2         | ジリンガム (4)                    | マートン, ロンドン                                              |  |
| 19:45 BST    |                       | レポート(BBC) | マンドロン 90分 · グリーン 90+2分 | 競技場: プラウ・レーン 観客数: 3,008人 主審: クレイグ・ヒックス |  |

| 2022年8月9日 | カーディフ・シティ (2) | 0 - 3         | ポーツマス (3)                                           | カーディフ                                                                  |  |
| 19:45 BST    |                        | レポート(BBC) | ピゴット 58分 · カーティス 68分 (pen.) · ビショップ 72分 | 競技場: カーディフ・シティ・スタジアム 観客数: 6,303人 主審: リー・スワビー |  |

| 2022年8月9日                                   | チャールトン・アスレティック (3) | 1 - 1 (5 - 3 PK戦)                    | クイーンズ・パーク・レンジャーズ (2) | チャールトン, ロンドン                                                |  |
| 19:45 BST                                      | ヘンリー 90分                    | レポート(BBC)                         | ロバーツ 80分                        | 競技場: ザ・ヴァレイ 観客数: 5,629人 主審: スチュワート・アットウェル |  |
|                                                |                                  | PK戦                                  |                                      |                                                                       |  |
| ストックリー カーク モーガン ヘンリー オコネル |                                  | ヨハンセン ロバーツ ショディポ ドゼル |                                      |                                                                       |  |

| 2022年8月9日 | チェルトナム・タウン (3) | 0 - 7         | エクセター・シティ (3)                                                                          | チェルトナム                                                                      |  |
| 19:45 BST    |                          | レポート(BBC) | ノンベ 23分, 35分 · コリンズ 26分 · ジェイ 28分 · スパークス 45+1分 · カイト 50分 · コリー 84分 | 競技場: ザ・ジョニー＝ロックス・スタジアム 観客数: 2,231人 主審: ウィル・フィニー |  |

| 2022年8月9日 | クローリー・タウン (4) | 1 - 0         | ブリストル・ローヴァーズ (3) | クローリー                                                                                |  |
| 19:45 BST    | ニコルズ 73分          | レポート(BBC) |                              | 競技場: ザ・ピープルズ・ペンション・スタジアム 観客数: 1,860人 主審: デイヴィッド・ロック |  |

| 2022年8月9日 | フォレストグリーン・ローヴァーズ (3) | 2 - 0         | レイトン・オリエント (4) | ナイルスワース                                                                  |  |
| 19:45 BST    | リトル 17分, 50分                    | レポート(BBC) |                          | 競技場: ニュー・ローン・スタジアム 観客数: 1,055人 主審: ジェームズ・オールダム |  |

| 2022年8月9日 | イプスウィッチ・タウン (3) | 0 - 1         | コルチェスター・ユナイテッド (4) | イプスウィッチ                                                   |  |
| 19:45 BST    |                            | レポート(BBC) | ハナント 29分                    | 競技場: ポートマン・ロード 観客数: 11,654人 主審: サム・パーキス |  |

| 2022年8月9日 | ルートン・タウン (2)            | 2 - 3         | ニューポート・カウンティ (4)                | ルートン                                                            |  |
| 19:45 BST    | メンデス 30分 · ロッキャー 50分 | レポート(BBC) | コリンズ 36分 · ジンバ 52分 · ウェイト 76分 | 競技場: ケニルワース・ロード 観客数: 3,827人 主審: オリー・イェーツ |  |

| 2022年8月9日 | ミルトン・キーンズ・ドンズ (3) | 1 - 0         | サットン・ユナイテッド (4) | ミルトン・キーンズ                                                       |  |
| 19:45 BST    | グラント 50分                  | レポート(BBC) |                            | 競技場: スタジアム MK 観客数: 2,263人 主審: チャールズ・ブレークスピアー |  |

| 2022年8月9日 | ノーサンプトン・タウン (4) | 1 - 2         | ウィコム・ワンダラーズ (3)        | ノーサンプトン                                                              |  |
| 19:45 BST    | アペレ 76分 (pen.)         | レポート(BBC) | ジェイコブソン 28分 · メロー 34分 | 競技場: シックスフィールズ・スタジアム 観客数: 2,711人 主審: トム・ニールド |  |

| 2022年8月9日                                   | ノリッジ・シティ (2)              | 2 - 2 (4 - 2 PK戦)                    | バーミンガム・シティ (2)           | ノリッジ                                                             |  |
| 19:45 BST                                      | シナニ 45分 · ソーレンセン 45+2分 | レポート(BBC)                         | レコ 55分 · トムキンソン 79分 (OG) | 競技場: キャロウ・ロード 観客数: 18,971人 主審: サミュエル・バロット |  |
|                                                |                                   | PK戦                                  |                                    |                                                                      |  |
| マクリーン ギブス シナニ ヌニェス サージェント |                                   | コスグローヴ グラハム レコ ジェームズ |                                    |                                                                      |  |

| 2022年8月9日                                   | オックスフォード・ユナイテッド (3) | 2 - 2 (5 - 3 PK戦)                | スウォンジー・シティ (2)   | オックスフォード                                                      |  |
| 19:45 BST                                      | ゴリン 72分 · ブラナガン 90+3分    | レポート(BBC)                     | フルトン 8分 · カレン 25分 | 競技場: カッサムスタジアム 観客数: 4,373人 主審: トーマス・ブラモール |  |
|                                                |                                    | PK戦                              |                            |                                                                       |  |
| ブラウン ゴリン マクゲイン スパソフ ブラナガン |                                    | カレン エンチャム アレン ソリノラ |                            |                                                                       |  |

| 2022年8月9日 | ウォルソール (4)                         | 2 - 0         | スウィンドン・タウン (4) | ウォルソール                                                              |  |
| 19:45 BST    | ジョンソン 80分 (pen.) · アブラハム 81分 | レポート(BBC) |                          | 競技場: ベスコット・スタジアム 観客数: 2,889人 主審: トーマス・パーソンズ |  |

| 2022年8月9日 | レディング (2)        | 1 - 2         | スティヴネイジ (4)          | レディング                                                                          |  |
| 20:00 BST    | エヒヘーショナム 63分 | レポート(BBC) | アーリー 10分 · ローズ 89分 | 競技場: セレクトカー・リーシング・スタジアム 観客数: 4,230人 主審: カール・ブルック |  |

| 2022年8月10日 | コヴェントリー・シティ (2) | 1 - 4         | ブリストル・シティ (2)                                      | コヴェントリー                                                                                    |  |
| 19:45 BST     | アレン 62分                | レポート(BBC) | ネイスミス 12分 · コンウェイ 18分, 30分 · ヴァイマン 90+4分 | 競技場: コヴェントリー・ビルディング・ソサエティ・アリーナ 観客数: 2,680人 主審: ピーター・ライト |  |

| 2022年8月10日 | プリマス・アーガイル (3) | 0 - 2         | ピーターバラ・ユナイテッド (3)    | プリマス                                                    |  |
| 19:45 BST     |                          | レポート(BBC) | ジョーンズ 28分 · テイラー 90+3分 | 競技場: ホーム・パーク 観客数: 6,089人 主審: アラン・ヤング |  |

## 2回戦
組み合わせ抽選会は2022年6月23日に行われた。このラウンドからは、1回戦に勝利した35クラブに加え、UEFAチャンピオンズリーグ・UEFAヨーロッパリーグ・UEFAヨーロッパカンファレンスリーグに参加しないプレミアリーグ (1部)の13クラブ、チャンピオンシップ (2部)の2クラブが参加する。

### 北セクション
| 2022年8月23日 | シェフィールド・ウェンズデイ (3)                    | 3 - 0         | ロッチデール (4) | シェフィールド                                                    |  |
| 19:30 BST     | ブラウン 23分 · デレ＝バシル 36分 · アデニラン 44分 | レポート(BBC) |                  | 競技場: ヒルズボロ・スタジアム 観客数: 9,045人 主審: ベン・トナー |  |

| 2022年8月23日 | シュルーズベリー・タウン (3) | 0 - 1         | バーンリー (2)    | シュルーズベリー                                                                  |  |
| 19:30 BST     |                              | レポート(BBC) | バスティエン 50分 | 競技場: モンゴメリー・ウォーターズ・メドー 観客数: 3,819人 主審: ボビー・マッデン |  |

| 2022年8月23日                             | バロー (4)                          | 2 - 2 (1 - 3 PK戦)                     | リンカーン・シティ (3)           | バロー＝イン＝ファーネス                                            |  |
| 19:45 BST                                 | モヨ 13分 · ホイットフィールド 87分 | レポート(BBC)                          | スカリー 8分 · ギャリック 90+2分 | 競技場: ホルカー・ストリート 観客数: 3,011人 主審: サイモン・マザー |  |
|                                           |                                     | PK戦                                   |                                  |                                                                     |  |
| ホイットフィールド ゴードン ブラフ ゴッツ |                                     | スカリー サンダース オークリー＝ブース |                                  |                                                                     |  |

| 2022年8月23日 | ボルトン・ワンダラーズ (3) | 1 - 4         | アストン・ヴィラ (1)                                                           | ボルトン                                                                                         |  |
| 19:45 BST     | チャールズ 24分            | レポート(BBC) | ドウグラス・ルイス 36分 · イングス 63分 (pen.) · ディニュ 66分 · ベイリー 87分 | 競技場: ユニバーシティ・オブ・ボルトン・スタジアム 観客数: 20,064人 主審: アンドリュー・キッチン |  |

| 2022年8月23日 | ブラッドフォード・シティ (4) | 1 - 2         | ブラックバーン・ローヴァーズ (2) | ブラッドフォード                                                |  |
| 19:45 BST     | クック 18分                  | レポート(BBC) | ダック 31分 · マーカンデイ 39分  | 競技場: ヴァリー・パレード 観客数: 7,821人 主審: ロス・ジョイス |  |

| 2022年8月23日 | ダービー・カウンティ (3) | 1 - 0         | ウェスト・ブロムウィッチ・アルビオン (2) | ダービー                                                                         |  |
| 19:45 BST     | シブリー 15分            | レポート(BBC) |                                          | 競技場: プライド・パーク・スタジアム 観客数: 10,638人 主審: ロバート・マッドレー |  |

| 2022年8月23日 | フリートウッド・タウン (3) | 0 - 1         | エヴァートン (1) | フリートウッド                                                      |  |
| 19:45 BST     |                            | レポート(BBC) | グレイ 28分      | 競技場: ハイベリー・スタジアム 観客数: 4,267人 主審: トム・リーヴス |  |

| 2022年8月23日 | グリムズビー・タウン (4) | 0 - 3         | ノッティンガム・フォレスト (1)      | グリムズビー                                                            |  |
| 19:45 BST     |                          | レポート(BBC) | イェーツ 18分 · サリッジ 35分, 77分 | 競技場: ブランデル・パーク 観客数: 8,418人 主審: セブ・ストックブリッジ |  |

| 2022年8月23日 | ロザラム・ユナイテッド (2) | 0 - 1         | モアカム (3)  | ロザラム                                                                            |  |
| 19:45 BST     |                            | レポート(BBC) | グナウア 72分 | 競技場: アエシール・ニューヨーク・スタジアム 観客数: 3,808人 主審: ピーター・ライト |  |

| 2022年8月23日                                     | ストックポート・カウンティ (4) | 0 - 0 (1 - 3 PK戦)                                               | レスター・シティ (1) | ストックポート                                                         |  |
| 19:45 BST                                         |                                | レポート(BBC)                                                    |                      | 競技場: エッジリー・パーク 観客数: 10,301人 主審: サミュエル・バロット |  |
|                                                   |                                | PK戦                                                             |                      |                                                                        |  |
| サルセヴィッチ クイグリー クローズデール ウートン |                                | ティーレマンス マディソン バーンズ ペレス デューズバリー＝ホール |                      |                                                                        |  |

| 2022年8月23日 | ウルヴァーハンプトン・ワンダラーズ (1) | 2 - 1         | プレストン・ノースエンド (2) | ウォルヴァーハンプトン                                                     |  |
| 19:45 BST     | ヒメネス 8分 · トラオレ 29分           | レポート(BBC) | ウッドバーン 48分            | 競技場: モリニュー・スタジアム 観客数: 21,946人 主審: トーマス・ブラモール |  |

| 2022年8月24日 | リーズ・ユナイテッド (1)                   | 3 - 1         | バーンズリー (3)  | リーズ                                                             |  |
| 19:45 BST     | シニステラ 21分 · クリヒ 32分 (pen.), 56分 | レポート(BBC) | アンデルセン 35分 | 競技場: エランド・ロード 観客数: 35,472人 主審: ジョン・ブルックス |  |

| 2022年8月24日 | トレンメア・ローヴァーズ (4) | 1 - 2         | ニューカッスル・ユナイテッド (1) | バーケンヘッド                                                             |  |
| 19:45 BST     | ネヴィット 21分              | レポート(BBC) | ラスセルズ 40分 · ウッド 52分    | 競技場: プレントン・パーク 観客数: 10,961人 主審: アンソニー・バックハウス |  |

### 南セクション
| 2022年8月23日 | ウォルソール (4) | 0 - 1         | チャールトン・アスレティック (3) | ウォルソール                                                          |  |
| 19:00 BST     |                  | レポート(BBC) | ジャイイェシミ 57分              | 競技場: ベスコット・スタジアム 観客数: 2,954人 主審: オリー・イェーツ |  |

| 2022年8月23日 | ケンブリッジ・ユナイテッド (3) | 0 - 3         | サウサンプトン (1)                  | ケンブリッジ                                                          |  |
| 19:45 BST     |                                | レポート(BBC) | アダムス 16分, 55分 · バラード 88分 | 競技場: アビー・スタジアム 観客数: 6,733人 主審: デイヴィッド・ロック |  |

| 2022年8月23日 | コルチェスター・ユナイテッド (4) | 0 - 2         | ブレントフォード (1)                        | コルチェスター                                                                              |  |
| 19:45 BST     |                                  | レポート(BBC) | ルイス＝ポッター 39分 · セーレンセン 90+1分 | 競技場: ジョブサーブ・コミュニティ・スタジアム 観客数: 5,516人 主審: ジェームズ・リニントン |  |

| 2022年8月23日 | クローリー・タウン (4)        | 2 - 0         | フラム (1) | クローリー                                                                          |  |
| 19:45 BST     | ニコルズ 16分 · バラギジ 49分 | レポート(BBC) |            | 競技場: ザ・ピープルズ・ペンション・スタジアム 観客数: 5,577人 主審: リー・スワビー |  |

| 2022年8月23日                                         | ジリンガム (4) | 0 - 0 (6 - 5 PK戦)                                | エクセター・シティ (3) | ジリンガム                                                                      |  |
| 19:45 BST                                             |                | レポート(BBC)                                     |                        | 競技場: プリーストフィールド・スタジアム 観客数: 2,927人 主審: カール・ブルック |  |
|                                                       |                | PK戦                                              |                        |                                                                                 |  |
| リー マンドロン ライト リーヴス アデラクン トゥトンダ |                | ブラウン コックス カプリース コリンズ コリー キー |                        |                                                                                 |  |

| 2022年8月23日 | ニューポート・カウンティ (4)                        | 3 - 2         | ポーツマス (3)       | ニューポート                                                      |  |
| 19:45 BST     | エヴァンス 14分 · ウィルディグ 49分 · ウェイト 74分 | レポート(BBC) | カーティス 9分, 25分 | 競技場: ロドニー・パレード 観客数: 3,866人 主審: ジョン・バスビー |  |

| 2022年8月23日                     | ノリッジ・シティ (2)    | 2 - 2 (3 - 5 PK戦)                                     | ボーンマス (1)                        | ノリッジ                                                                 |  |
| 19:45 BST                         | ハギル 22分 · イダ 83分 | レポート(BBC)                                          | マルコンデス 43分 · ジェネシニ 90+2分 | 競技場: キャロウ・ロード 観客数: 20,647人 主審: マイケル・ソールズベリー |  |
|                                   |                         | PK戦                                                   |                                       |                                                                          |  |
| プッキ キャントウェル ギブス イダ |                         | マルコンデス クック アンソニー セイディー クリスティー |                                       |                                                                          |  |

| 2022年8月23日 | オックスフォード・ユナイテッド (3) | 0 - 2         | クリスタル・パレス (1)                               | オックスフォード                                                    |  |
| 19:45 BST     |                                    | レポート(BBC) | エドゥアール 71分 · ミリヴォイェヴィッチ 90分 (pen.) | 競技場: カッサムスタジアム 観客数: 9,564人 主審: ピーター・バンクス |  |

| 2022年8月23日 | スティヴネイジ (4) | 1 - 0         | ピーターバラ・ユナイテッド (3) | スティーブニッジ                                                              |  |
| 19:45 BST     | リード 90+3分      | レポート(BBC) |                                | 競技場: ラメックス・スタジアム 観客数: 2,292人 主審: クリストファー・ポラード |  |

| 2022年8月23日 | ワトフォード (2) | 0 - 2         | ミルトン・キーンズ・ドンズ (3) | ワトフォード                                                          |  |
| 19:45 BST     |                  | レポート(BBC) | デニス 45分 · バーンズ 53分    | 競技場: ヴィカレージ・ロード 観客数: 8,891人 主審: アンディ・ウルマー |  |

| 2022年8月24日 | フォレストグリーン・ローヴァーズ (3) | 0 - 3         | ブライトン&ホーヴ・アルビオン (1)                     | ナイルスワース                                                              |  |
| 19:45 BST     |                                      | レポート(BBC) | ウンダフ 38分 · アルザテ 45+1分 · ファーガソン 90+4分 | 競技場: ニュー・ローン・スタジアム 観客数: 3,812人 主審: ティム・ロビンソン |  |

| 2022年8月24日 | ウィコム・ワンダラーズ (3) | 1 - 3         | ブリストル・シティ (2)                       | ハイ・ウィカム                                                      |  |
| 19:45 BST     | アル＝ハンマーディー 50分  | レポート(BBC) | カジ 7分 · ウィルソン 77分 · セメニョ 90+3分 | 競技場: アダムス・パーク 観客数: 3,116人 主審: アンディ・デイヴィス |  |

## 3回戦
組み合わせ抽選会は2022年8月25日に行われた。このラウンドからは、1回戦に勝利した25クラブに加え、UEFAチャンピオンズリーグ・UEFAヨーロッパリーグ・UEFAヨーロッパカンファレンスリーグに参加するプレミアリーグ (1部)の7クラブが参加する。
| 2022年11月8日 | レスター・シティ (1)                      | 3 - 0         | ニューポート・カウンティ (4) | レスター                                                                 |  |
| 19:45 GMT     | ジャスティン 44分 · ヴァーディ 70分, 82分 | レポート(BBC) |                              | 競技場: キング・パワー・スタジアム 観客数: 15,081人 主審: ダレン・ボンド |  |

| 2022年11月8日 | ボーンマス (1)                                                     | 4 - 1         | エヴァートン (1) | ボーンマス                                                                   |  |
| 19:45 GMT     | ロー 7分 · スタニスラス 47分 · マルコンデス 78分 · アンソニー 82分 | レポート(BBC) | グレイ 67分      | 競技場: バイタリティ・スタジアム 観客数: 10,021人 主審: ダレン・イングランド |  |

| 2022年11月8日 | バーンリー (2)                    | 3 - 1         | クローリー・タウン (4) | バーンリー                                                      |  |
| 19:45 GMT     | バーンズ 24分 · ザルリ 79分, 90分 | レポート(BBC) | テルフォード 22分      | 競技場: ターフ・ムーア 観客数: 6,329人 主審: サムエル・バロット |  |

| 2022年11月8日 | ブリストル・シティ (2) | 1 - 3         | リンカーン・シティ (3)                         | ブリストル                                                                  |  |
| 19:45 GMT     | コンウェイ 81分        | レポート(BBC) | ヴァーチュー 6分 · ハウス 15分 · オコナー 49分 | 競技場: アシュトン・ゲート・スタジアム 観客数: 7,961人 主審: サム・アリソン |  |

| 2022年11月8日                                          | スティヴネイジ (4) | 1 - 1 (4 - 5 PK戦)                                             | チャールトン・アスレティック (3) | スティーブニッジ                                                    |  |
| 19:45 GMT                                              | ノリス 22分 (pen.) | レポート(BBC)                                                  | アネケ 87分                      | 競技場: ラメックス・スタジアム 観客数: 3,515人 主審: トム・ニールド |  |
|                                                        |                    | PK戦                                                           |                                  |                                                                     |  |
| ローズ キャンベル スウィーニー ボストウィック テイラー |                    | マンドロン フォースター＝カスキー ラク＝サキ アネケ フレイザー |                                  |                                                                     |  |

| 2022年11月8日 | ミルトン・キーンズ・ドンズ (3) | 2 - 0         | モアカム (3) | ミルトン・キーンズ                                       |  |
| 19:45 GMT     | オホラ 18分 · デニス 81分      | レポート(BBC) |              | 競技場: スタジアム MK 観客数: 1,674人 主審: ベン・トナー |  |

| 2022年11月8日                                           | ブレントフォード (1) | 1 - 1 (5 - 6 PK戦)                                                    | ジリンガム (4)  | ブレントフォード, ロンドン                                                                   |  |
| 19:45 GMT                                               | トニー 3分           | レポート(BBC)                                                         | マンドロン 75分 | 競技場: ブレントフォード・コミュニティ・スタジアム 観客数: 16,278人 主審: ティム・ロビンソン |  |
|                                                         |                      | PK戦                                                                  |                 |                                                                                              |  |
| トニー ゴドス ダシルヴァ ムベウモ イェンセン ダムスゴー |                      | マンドロン アデラクン ライト アレクサンダー カシュケット マクドナルド |                 |                                                                                              |  |

| 2022年11月9日                                                                                             | ウェストハム・ユナイテッド (1)      | 2 - 2 (9 - 10 PK戦)                                                                                 | ブラックバーン・ローヴァーズ (2) | ロンドン                                                                 |  |
| 19:45 GMT                                                                                                 | フォルナルス 38分 · アントニオ 78分 | レポート(BBC)                                                                                       | ヴェイル 6分 · ブレアトン 88分   | 競技場: ロンドン・スタジアム 観客数: 40,534人 主審: トーマス・ブラモール |  |
| |                                     | PK戦                                                                                                |                                  |                                                                          |  |
| ベンラーマ ボーウェン スカマッカ アントニオ ランシニ ジョンソン クレスウェル ダウンズ アゲルド オグボンナ |                                     | ブレアトン ハイアム ドーラン バックリー スモディクス エデュン ランキン カーター ハースト ギャレット |                                  |                                                                          |  |

| 2022年11月9日 | ノッティンガム・フォレスト (1) | 2 - 0         | トッテナム・ホットスパー (1) | ノッティンガム                                                       |  |
| 19:45 GMT     | ロディ 50分 · リンガード 57分  | レポート(BBC) |                              | 競技場: シティ・グラウンド 観客数: 28,384人 主審: ピーター・バンクス |  |

| 2022年11月9日                                                      | ニューカッスル・ユナイテッド (1) | 0 - 0 (3 - 2 PK戦)                                         | クリスタル・パレス (1) | ニューカッスル・アポン・タイン                                               |  |
| 19:45 GMT                                                          |                                  | レポート(BBC)                                              |                        | 競技場: セント・ジェームズ・パーク 観客数: 51,660人 主審: グレアム・スコット |  |
|                                                                    |                                  | PK戦                                                       |                        |                                                                              |  |
| ウッド トリッピアー ジョエリントン ボトマン ブルーノ・ギマランイス |                                  | ミリヴォイェヴィッチ ヒューズ ウォード マテタ エビオウェイ |                        |                                                                              |  |

| 2022年11月9日                                                                                 | サウサンプトン (1)               | 1 - 1 (6 - 5 PK戦)                                      | シェフィールド・ウェンズデイ (3) | サウサンプトン                                                                 |  |
| 19:45 GMT                                                                                     | ウォード＝プラウズ 45+2分 (pen.) | レポート(BBC)                                           | ウィンダス 24分                  | 競技場: セント・メリーズ・スタジアム 観客数: 20,457人 主審: ジョン・ブルックス |  |
|                                                                                               |                                  | PK戦                                                    |                                  |                                                                                |  |
| ウォード＝プラウズ エルユヌシ ディアロ メイトランド＝ナイルズ A.アームストロング ウォルコット |                                  | スミス バナン ジョンソン ヴォークス グレゴリー ヨルファ |                                  |                                                                                |  |

| 2022年11月9日 | アーセナル (1)    | 1 - 3         | ブライトン&ホーヴ・アルビオン (1)                        | ロンドン                                                                   |  |
| 19:45 GMT     | エンケティア 20分 | レポート(BBC) | ウェルベック 27分 (pen.) · 三笘薫 58分 · ランプティ 71分 | 競技場: エミレーツ・スタジアム 観客数: 59,233人 主審: ジャレッド・ジレット |  |

| 2022年11月9日 | ウルヴァーハンプトン・ワンダラーズ (1) | 1 - 0         | リーズ・ユナイテッド (1) | ウォルヴァーハンプトン                                                   |  |
| 19:45 GMT     | B・トラオレ 85分                       | レポート(BBC) |                          | 競技場: モリニュー・スタジアム 観客数: 24,246人 主審: アンドレ・マリナー |  |

| 2022年11月9日                                                                  | リヴァプール (1) | 0 - 0 (3 - 2 PK戦)                                       | ダービー・カウンティ (3) | リヴァプール                                                     |  |
| 20:00 GMT                                                                      |                  | レポート(BBC)                                            |                          | 競技場: アンフィールド 観客数: 52,608人 主審: トニー・ハリントン |  |
|                                                                                |                  | PK戦                                                     |                          |                                                                  |  |
| バイチェティッチ オックスレイド＝チェンバレン フィルミーノ ヌニェス エリオット |                  | マクゴールドリック フリハン フォーサイス シブリー ドビン |                          |                                                                  |  |

| 2022年11月9日 | マンチェスター・シティ (1)      | 2 - 0         | チェルシー (1) | マンチェスター                                                           |  |
| 20:00 GMT     | マフレズ 53分 · アルバレス 58分 | レポート(BBC) |                | 競技場: エティハド・スタジアム 観客数: 52,148人 主審: サイモン・フーパー |  |

| 2022年11月10日 | マンチェスター・ユナイテッド (1)                                                    | 4 - 2         | アストン・ヴィラ (1)               | マンチェスター                                                               |  |
| 20:00 GMT      | マルシャル 49分 · ラッシュフォード 67分 · フェルナンデス 78分 · マクトミネイ 90+2分 | レポート(BBC) | ワトキンス 48分 · ダロト 61分 (OG) | 競技場: オールド・トラッフォード 観客数: 72,512人 主審: デイヴィッド・クート |  |

## 4回戦
組み合わせ抽選会は2022年11月10日に行われた。
| 2022年12月20日 | ミルトン・キーンズ・ドンズ (3) | 0 - 3         | レスター・シティ (1)                                | ミルトン・キーンズ                                              |  |
| 19:45 GMT      |                                | レポート(BBC) | ティーレマンス 18分 · ペレス 29分 · ヴァーディ 50分 | 競技場: スタジアム MK 観客数: 15,495人 主審: アンドレ・マリナー |  |

| 2022年12月20日 | ウルヴァーハンプトン・ワンダラーズ (1)       | 2 - 0         | ジリンガム (4) | ウォルヴァーハンプトン                                                         |  |
| 19:45 GMT      | ヒメネス 77分 (pen.) · アイト＝ヌーリ 90+1分 | レポート(BBC) |                | 競技場: モリニュー・スタジアム 観客数: 26,943人 主審: マイケル・ソールズベリー |  |

| 2022年12月20日 | サウサンプトン (1)  | 2 - 1         | リンカーン・シティ (3) | サウサンプトン                                                                   |  |
| 19:45 GMT      | アダムス 25分, 74分 | レポート(BBC) | バズヌ 2分 (OG)        | 競技場: セント・メリーズ・スタジアム 観客数: 17,385人 主審: ジャレッド・ジレット |  |

| 2022年12月20日 | ニューカッスル・ユナイテッド (1) | 1 - 0         | ボーンマス (1) | ニューカッスル・アポン・タイン                                               |  |
| 19:45 GMT      | スミス 67分 (OG)                 | レポート(BBC) |                | 競技場: セント・ジェームズ・パーク 観客数: 51,579人 主審: ジョン・ブルックス |  |

| 2022年12月21日 | ブラックバーン・ローヴァーズ (2) | 1 - 4         | ノッティンガム・フォレスト (1)                                     | ブラックバーン                                                         |  |
| 19:45 GMT      | ウォートン 44分                  | レポート(BBC) | ジョンソン 13分 (pen.), 90+2分 · リンガード 53分 · アウォニイ 79分 | 競技場: イーウッド・パーク 観客数: 15,138人 主審: ロバート・ジョーンズ |  |

| 2022年12月21日                                                                                   | チャールトン・アスレティック (3) | 0 - 0 (4 - 3 PK戦)                                               | ブライトン&ホーヴ・アルビオン (1) | チャールトン, ロンドン                                           |  |
| 19:45 GMT                                                                                        |                                  | レポート(BBC)                                                    |                                   | 競技場: ザ・ヴァレイ 観客数: 17,464人 主審: トーマス・ブラモール |  |
|                                                                                                  |                                  | PK戦                                                             |                                   |                                                                  |  |
| ストックリー フォースター＝カスキー ドブソン ラク＝サキ ブラケット＝テイラー セセニョン ラヴェル |                                  | グロス トロサール ファーガソン ダンク マーチ ランプティ カイセド |                                   |                                                                  |  |

| 2022年12月21日 | マンチェスター・ユナイテッド (1)        | 2 - 0         | バーンリー (2) | マンチェスター                                                             |  |
| 20:00 GMT      | エリクセン 27分 · ラッシュフォード 57分 | レポート(BBC) |                | 競技場: オールド・トラッフォード 観客数: 62,062人 主審: グラハム・スコット |  |

| 2022年12月22日 | マンチェスター・シティ (1)                  | 3 - 2         | リヴァプール (1)                  | マンチェスター                                                             |  |
| 20:00 GMT      | ハーランド 10分 · マフレズ 47分 · アケ 58分 | レポート(BBC) | カルヴァーリョ 20分 · サラー 48分 | 競技場: エティハド・スタジアム 観客数: 47,149人 主審: デイヴィッド・クート |  |

## 準々決勝
| 2023年1月10日 | マンチェスター・ユナイテッド (1)                | 3 - 0         | チャールトン・アスレティック (3) | マンチェスター                                                               |  |
| 20:00 GMT     | アントニー 21分 · ラッシュフォード 90分, 90+4分 | レポート(BBC) |                                  | 競技場: オールド・トラッフォード 観客数: 74,345人 主審: ジャレッド・ジレット |  |

| 2023年1月10日 | ニューカッスル・ユナイテッド (1)  | 2 - 0         | レスター・シティ (1) | ニューカッスル・アポン・タイン                                                 |  |
| 20:00 GMT     | バーン 60分 · ジョエリントン 72分 | レポート(BBC) |                      | 競技場: セント・ジェームズ・パーク 観客数: 52,009人 主審: ダレン・イングランド |  |

| 2023年1月11日                                              | ノッティンガム・フォレスト (1) | 1 - 1 (4 - 3 PK戦)                       | ウルヴァーハンプトン・ワンダラーズ (1) | ノッティンガム                                                       |  |
| 19:45 GMT                                                  | ボリー 18分                    | レポート(BBC)                            | ヒメネス 64分                          | 競技場: シティ・グラウンド 観客数: 28,656人 主審: グラハム・スコット |  |
|                                                            |                                | PK戦                                     |                                        |                                                                      |  |
| サリッジ フロイラー ウォーラル ギブス＝ホワイト コルバック |                                | ネヴェス ポデンセ ヌネス クーニャ ホッジ |                                        |                                                                      |  |

| 2023年1月11日 | サウサンプトン (1)        | 2 - 0         | マンチェスター・シティ (1) | サウサンプトン                                                                 |  |
| 20:00 GMT     | マラ 23分 · ジェネポ 28分 | レポート(BBC) |                            | 競技場: セント・メリーズ・スタジアム 観客数: 22,996人 主審: ピーター・バンクス |  |

## 準決勝
| チーム #1                  | 合計  | チーム #2                    | 第1戦 | 第2戦 |
| -------------------------- | ----- | ---------------------------- | ----- | ----- |
| ノッティンガム・フォレスト | 0 - 5 | マンチェスター・ユナイテッド | 0-3   | 0-2   |
| サウサンプトン             | 1 - 3 | ニューカッスル・ユナイテッド | 0-1   | 1-2   |

| ノッティンガム・フォレスト (1) | 0 - 3         | マンチェスター・ユナイテッド (1)                                 |
| ------------------------------ | ------------- | ---------------------------------------------------------------- |
|                                | レポート(BBC) | - ラッシュフォード 6分 - ベグホルスト 45分 - フェルナンデス 89分 |

| マンチェスター・ユナイテッド (1)  | 2 - 0         | ノッティンガム・フォレスト (1) |
| --------------------------------- | ------------- | ------------------------------ |
| - マルシャル 73分 - フレッジ 76分 | レポート(BBC) |                                |

二試合合計スコア 5 - 0 でマンチェスター・ユナイテッドが決勝進出
| サウサンプトン (1) | 0 - 1         | ニューカッスル・ユナイテッド (1) |
| ------------------ | ------------- | -------------------------------- |
|                    | レポート(BBC) | - ジョエリントン 73分            |

| ニューカッスル・ユナイテッド (1) | 2 - 1         | サウサンプトン (1) |
| -------------------------------- | ------------- | ------------------ |
| - ロングスタッフ 5分, 21分       | レポート(BBC) | - アダムス 29分    |

二試合合計スコア 3 - 1 でニューカッスル・ユナイテッドが決勝進出

## 決勝
| マンチェスター・ユナイテッド (1)          | 2 - 0         | ニューカッスル・ユナイテッド (1) |
| ----------------------------------------- | ------------- | -------------------------------- |
| - カゼミーロ 33分 - ラッシュフォード 39分 | レポート(EFL) |                                  |